# Vara (đô thị)
Đô thị Vara (Vara kommun) là một đô thị ở hạt Västra Götaland phía tây Thụy Điển. Thủ phủ là thị xã Vara. Có dân số khoảng 4.235 người vào năm 2019.  Thị trấn này nổi  với một số địa danh như hội trường hòa nhạc, một nhà ga với kiến trúc độc đáo là Blue Orange, kho chứa Bengtssonska, và một trường dân gian cao cấp.
Đô thị hiện tại bao gồm 25 đơn vị chính quyền địa phương ban đầu (đến thời điểm năm 1863). Giữa giai đoạn 1974 và 1982 lãnh thổ của đô thị Essunga cũng nằm trong đô thị Vara.